# Alagón (község)
Alagón egy község Spanyolországban,  Zaragoza tartományban. Alagón Bárboles, Cabañas de Ebro, Figueruelas, Grisén, La Joyosa, Pinseque, Zaragoza és Torres de Berrellén községekkel határos. Lakosainak száma 7450 fő (2024).

## Népesség
A település lakosságának változását az alábbi diagram mutatja:
| Lakosok száma | 5636 | 6024 | 6547 | 7195 | 7112 | 7014 | 7025 | 7163 | 7178 | 7450 |
|               | 2001 | 2004 | 2007 | 2009 | 2011 | 2015 | 2017 | 2019 | 2022 | 2024 |